# Anodontosaurus lambei
Anodontosaurus lambei ("lagarto sin dientes de Lambe") es una especie del género dinosaurio dinosaurio tireoforo anquilosáurido que vivieron durante el Cretácico Superior, entre finales de Campaniense y mediados del Maastrichtiense, hace aproximadamente entre 72,8-67 millones de años en lo que es hoy Norteamérica. Sus fósiles se han hallado en la Formación Cañón Herradura en el sur de Alberta, Canadá.
Anodontosaurus fue nombrado por Charles Mortram Sternberg en 1928, basándose en el holotipo CMN 8530, un esqueleto parcialmente preservado que incluye el cráneo, un anillo cervical medio, armadura y otros restos postcraneales. Este esqueleto aplastado fue recolectado por Sternberg en 1916 en una cantera del Museo Canadiense de la Naturaleza, a unos 13 kilómetros al suroeste de Morrin. Fue extraído de la parte superior de la Formación Cañón Herradura, de la unidad 2, que data de entre finales del Campaniano hasta principios del Maastrichtiano hace unos nos 71 a 70,2 millones de años. El nombre del género significa "lagarto sin dientes" en griego antiguo. El nombre fue inspirado por el hecho de que los daños por compresión de la muestra le había quitado los dientes, al mismo tiempo, cambiando varios elementos redondos planos por debajo del cráneo y en la parte superior de la mandíbula izquierda, cosa que confundió a Sternberg en poseía unas supuestas grandes "placas de trituración" habían reemplazado la dentición normal. El nombre de la especie, lambei, honra a Lawrence Morris Lambe, el geólogo y paleontólogo canadiense del Servicio Geológico de Canadá en el que se aloja el fósil holotipo.